# Randy Schekman

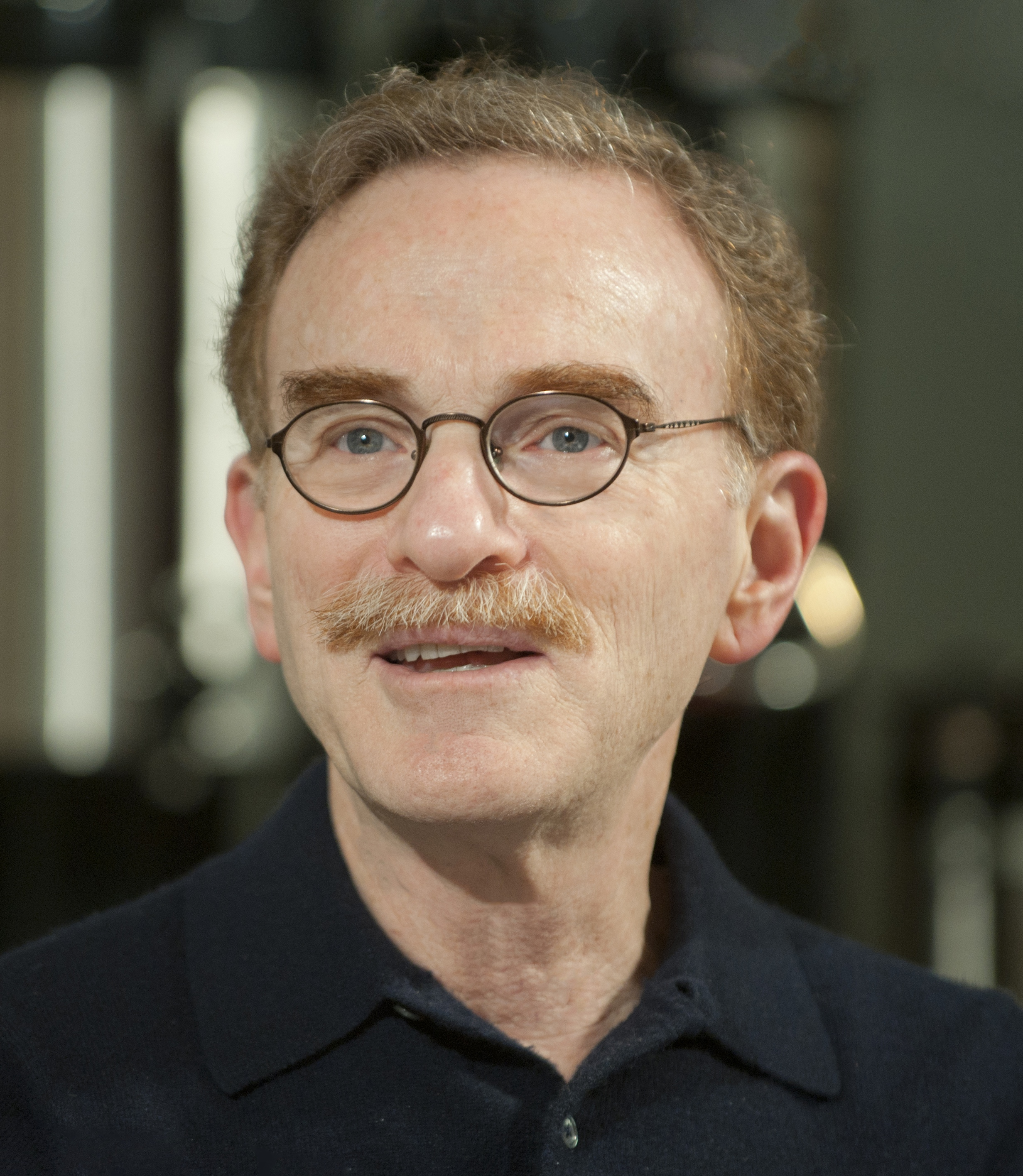
Randy Schekman (2012)

Randy Wayne Schekman (* 30. Dezember 1948 in Saint Paul, Minnesota) ist ein US-amerikanischer Biochemiker und Professor an der University of California, Berkeley. 2013 wurde ihm gemeinsam mit James Rothman und Thomas Südhof der Nobelpreis für Physiologie oder Medizin zuerkannt.

## Leben
Schekman erwarb 1970 einen Bachelor in Molekularer Biologie an der University of California, Los Angeles in Los Angeles, Kalifornien, und 1975 einen Ph.D. in Biochemie bei Arthur Kornberg an der Stanford University in Stanford, Kalifornien. Anschließend hatte er eine Stelle als Post-Doktorand in der Abteilung für Biologie der University of California, San Diego in San Diego, Kalifornien, bevor er ab 1976 eine Juniorprofessur (zunächst Assistant Professor, später Associate Professor) in der Abteilung für Biochemie der University of California, Berkeley in Berkeley, Kalifornien, übernahm. Seit 1989 hat er dort eine ordentliche Professur für Molekulare und zelluläre Biologie. 1999 war er Präsident der American Society for Cell Biology.

## Wirken
Schekman und seine Arbeitsgruppe haben zahlreiche Erkenntnisse über Regulation und Abwicklung von Protein-Transport-Prozessen innerhalb von Zellen sowie deren zugrundeliegende Gene und Genprodukte gewonnen. Ziel der Forschung waren biologische Membranen und deren Produktionsprozesse. Grundlegende Erkenntnisse wurden zwar an Hefen gewonnen, die entsprechenden Mechanismen konnten aber auch an höheren Organismen nachgewiesen werden. Störungen dieser Prozesse wurden als Ursache verschiedener Erbkrankheiten und anderer genetischer Störungen identifiziert.

## Auszeichnungen (Auswahl)
- 1982 Guggenheim-Stipendium
- 1987 Eli Lilly and Company Research Award für Mikrobiologie und Immunologie
- 1992 Mitgliedschaft in der National Academy of Sciences
- 1994 Rosenstiel Award
- 1996 Gairdner Foundation International Award
- 2000 Mitgliedschaft in der American Academy of Arts and Sciences
- 2002 Albert Lasker Award for Basic Medical Research
- 2002 Louisa-Gross-Horwitz-Preis
- 2005 Keith R. Porter Lecture
- 2007 Van Deenen Medal
- 2008 Dickson Prize in Medicine[3]
- 2008 Mitglied der American Philosophical Society[4]
- 2010 Massry-Preis[5]
- 2010 E. B. Wilson Medal
- 2013 Auswärtiges Mitglied der Royal Society[6]
- 2013 Otto-Warburg-Medaille
- 2013 Nobelpreis für Physiologie oder Medizin